# OnePlus One
OnePlus One — смартфон китайської компанії OnePlus, що позиціонується як «вбивця флагманів». Це перший продукт компанії. 
Смартфон був представлений 23 квітня 2014 року. Компанія випустила для всіх регіонів світу технічно однакову модель.

## Операційна система
У Китаї OnePlus One випускався з Oppo ColorOS на базі Android 4.3 «Jelly Bean». У всіх інших країнах на смартфоні була встановлена CyanogenMod 11S на базі Android 4.4.4 «KitKat».
Перше оновлення для пристроїв з CyanogenMod до версії CyanogenMod 12S (на базі Android 5.0.2) було випущено майже через рік 14 квітня 2015 року. Оновлення встановлювалося тільки через самостійне завантаження файлів.
OnePlus One сумісний і з іншими операційними системами, наприклад, LineageOS і Paranoid Android. З LineageOS смартфон підтримує Android 9.0 і Android 10.

## Продаж
OnePlus One можна було купити тільки за спеціальним запрошенням через сайт компанії OnePlus. Вартість за версію 16 ГБ становила 299$, версія 64 ГБ коштувала 349$. 20 квітня 2015 року компанія скасувала запрошення і відкрила доступ для всіх. У Китаї обмежень на продаж у вигляді запрошень не було.
У 2015 році через падіння курсу євро до долара, компанія OnePlus конвертувала доларові ціни 1:1. Тому з 25 березня 2015 року ціна піднялася до 299 євро (версія 16 ГБ) і 349 євро (64 ГБ).
У липні 2015 року компанія повідомила про те, що було продано 1,5 мільйона пристроїв в 35 країнах світу.

## Аксесуари
Спочатку компанія планувала випустити декілька видів змінних чохлів з натуральних матеріалів. Але через виробничі дефекти фірмові чохли так і не надійшли в масовий продаж. Впродовж довгого часу на сайті компанії можна було замовити тільки бамбукову модель чохла.